# Assassination Classroom (temporada 1)
Assassination Classroom é uma série de anime adaptada da série de mangá de Yūsei Matsui com o mesmo nome. Produzido por Lerche e dirigido por Seiji Kishi, a primeira temporada foi transmitida no Japão pela Fuji TV de 9 de janeiro a 19 de junho de 2015. A série é licenciada na América do Norte pela Funimation. O bloco de programação Toonami da Adult Swim começou a transmitir a série dublado em inglês da Funimation a 30 de agosto de 2020.
O tema de abertura dos episódio 1-11 é "Seishun Satsubatsu-ron" (青春サツバツ論, "A Teoria da Juventude Selvagem") enquanto que o tema de abertura dos episódios 12-22 é "Jiriki Hongan Revolution" (自力本願レボリューション, "Revolução Autossuficiente "), ambos de 3-E Utatan. O tema de fecho é "Olá, estrela cadente" por Moumoon.

## Lista de episódios
| Nº. em geral | Nº. na temporada | Título | Dirigido por                    | Encenado por                    | Data de lançamento      |
| --- | ---------------- | --- | ------------------------------- | ------------------------------- | ----------------------- |
| 1 | 1                | "暗殺の時間"(Ansatsu no Jikan) "Tempo de Assassinato"                                                       | Masahiro Mukai                  | Seiji Kishi                     | 9 de janeiro de 2015    |
| Uma criatura com tentáculos de origem desconhecida destrói mais de setenta por cento da lua, e ele anuncia que ele vai destruir o mundo num ano. Mesmo assim, o funcionário do governo do Ministério da Defesa Tadaomi Karasuma permite que a criatura seja professor da turma 3-E da Secundária Kunugigaoka. Os estudantes recebem armas especialmente feitas para ferir a criatura e é lhes oferecido uma recompensa de dez biliões de yen para quem o conseguir assassinar antes da graduação. No entanto, nenhum dos estudantes é capaz de o assassinar devido à sua velocidade de Mach 20. O bully da turma, Ryōma Terasaka, convence Nagisa Shiota a usar uma granada cheia de pellets. Quando a criatura fica com sono depois de fazer os estudantes escreverem um poema, Terasaka detona a granada quando Nagisa chega perto da criatura, mas a criatura muda a pele para se proteger e Nagisa da explosão. A criatura ameaça os outros estudantes para evitarem criar planos que possam magoar os outros. Kaede Kayano chama a criatura de Koro-sensei, vendo-o como um "professor impossível de matar". |                  | |                                 |                                 |                         |
| 2 | 2                | "野球の時間" (Yakyū no Jikan) "Tempo de Basebol"                                                            | Takashi Kobayashi               | Takashi Kobayashi               | 16 de janeiro de 2015   |
| Enquanto Koro-sensei lê o jornal, Nagisa encoraja Tomohito Sugino a tentar assassinar Koro-sensei atirando uma bola de basebol cheia de pellets. No entanto, Koro-sensei facilmente escapa da bola e apanha-a com uma Luva de basebol. Depois de almoço, Sugno fica desencorajado quando Koro-sensei acaba com os seus sonhos de ser uma estrela profissional de basebol, mas isto é devido aos seus pulsos e cotovelos não serem tão flexivéis quanto deviam. Koro-sensei encoraja Sugino a se concentrar nas suas próprias forças para tentativas futura de assassinato. Os estudantes da Turma 3-E falham a tentar matar Koro-sensei, mesmo quando ele deliberadamente se amarrou a um ramo de uma árvore. Karasuma junta-se à Turma 3-E como o professor de educação física, observando como a turma é ridicularizado pelos outros estudantes da escola. Outro estudante próximo de ser transferido para a turma é informado da sua missão. |                  | |                                 |                                 |                         |
| 3 | 3                | "カルマの時間" (Karuma no Jikan) "Tempo de Karma"                                                           | Akiyo Ohashi                    | Takuya Minezawa                 | 30 de janeiro de 2015   |
| Karma Akabane é transferido para a Turma 3-E depois de uma suspensão, conseguindo infligir algum dano ao Koro-sensei dando-lhe um aperto de mão com pedaços de faca colado na sua mão. Enquanto os estudantes mais tarde fazem um teste, Karma rouba o gelato especial de Koro-sensei para lhe chamar a atenção, dando um tiro com uma arma sem balas para o surpreender. Depois de ouvir por Nagisa que Koro-sensei idolatra o polvo, Karma deixa um polvo morto na secretário de Koro-sensei. No entanto, Koro-sensei cozinha o polvo, fazendo Takoyaki para ridicularizar Karma. Durante o dia, Koro-sensei consegue antecipar qualquer partida que Karma tenta fazer. Como um último recurso, Karma salta de um precipício com uma arma na mão, que iria determinar se Koro-sensei iria arriscar a sua vida para um estudante ou se iria destruir o seu orgulho como professor. No entanto, Koro-sensei consegue salvar Karma usando os seus tentáculo como uma teia gigante, levando Karma a aceitar Koro-sensei como um professor. |                  | |                                 |                                 |                         |
| 4 | 4                | "大人の時間" (Otona no Jikan) "Tempo de Adultos"                                                            | Yusuke Kamada                   | Yusuke Kamada                   | 6 de fevereiro de 2015  |
| Os estudantes da Turma 3-E são apresentados à sua nova professora de língua estrangeira, Irina Jelavić, que na verdade é uma assassina profissional sérvia sem interesse em ensinar os estudantes. Depois de ser seduzida por ela, Nagisa partilha com Irina todas as suas notas sobre os pontos fracos de Koro-sensei. Quando Koro-sensei volta, Irina trá-lo à arrecadação, para que a sua equipa de assassinos o pudesse matar. No entanto, isto falha pois usaram o tipo de munição errada de propósito e por ignorarem o seu olfato apurado. Mais tarde, depois de os estudantes da Turma 3-E se rebelarem contra Irina quando ela se recusou a os ensinar devidamente, Karasuma mostra-lhe o quão dedicado Koro-sensei é a ensinar cada um dos seus estudantes e quão importante a educação é para o assassinato. Percebendo como errou, Irina começa a ensinar os seus estudantes seriamente, ajudando-os na arte da comunicação. |                  | |                                 |                                 |                         |
| 5 | 5                | "集会の時間" (Shūkai no Jikan) "Tempo de Assembleia"                                                        | Noriyuki Noya                   | Goichi Iwahata                  | 13 de fevereiro de 2015 |
| Manami Okuda tenta envenenar Koro-sensei, mas sem efeito. Ela tem capacidades de comunicação insuficientes, mas tem uma paixão pela química. Por isso, Koro-sensei oferece-se para ajudar Manami a fazer um veneno eficaz. No entanto, o tónico faz Koro-sensei ficar na sua forma líquida veloz, ensinado Manami a melhorar as suas capacidades de comunicação para que possa enganá-lo com sucesso um dia. Mais tarde, os estudantes da Turma 3-E são forçados a viajar do seu campus antigo para o campus principal para aguentar uma assembleia escolar. Os estudantes das outras turmas tornaram-se invejosos pelo facto da Turma 3-E ter Karasuma e Irina como professores. Koro-sensei mostra o seu apoio disfarçando-se de académico, fornecendo cópias extra dos panfletos não dados à Turma 3-E. Depois disso, Nagina consegue usar as suas experiências na Turma 3-E para lidar contra Nobuta Tanaka e Chōsuke Takada, dois rufias do campus principal. |                  | |                                 |                                 |                         |
| 6 | 6                | "テストの時間" (Tesuto no Jikan) "Altura do Teste"                                                          | Takashi Kobayashi               | Takashi Kobayashi               | 20 de fevereiro de 2015 |
| O diretor da escola Gakuhō Asano visita a Turma 3-E para cumprimentar Koro-sensei. Tendo notado como Nagisa enfrentou Nobuta e Chōsuke, Gakuhō diz a Koro-sensei para aderir ao seu sistema educacional, que requer que a Turma 3-E seja a pior para encorajar os outros estudantes. Notando que os estudantes da Turma 3-E só querem saber da recompensa em vez de terem notas altas, Koro-sensei faz um ultimato de deixar e destruir a escola se algum aluno não tirar uma pontuação boa o suficiente nos exames intercalares para estarem entre os estudantes no top cinquenta. Durante os exames, os estudantes da Turma 3-E usam o que aprenderam dos métodos de ensino de Koro-sensei para lidarem com cada pergunta. No entato, eles são parados por questões que Gakuhō adicionou à última hora sem informar a Turma 3-E, fazendo com que nenhum dos estudantes sem ser Karma a ficar no top cinquenta. Desanimados por terem subestimado Gakuhō, Koro-sensei recebe algum incentivo da sua turma e fica determinado a mudar as coisas nos exames finais. |                  | |                                 |                                 |                         |
| 7 | 7                | "修学旅行の時間・1時間目" (Shūgakuryokō no Jikan: Ichi-Jikan-me) "Altura da Viagem Escolar/1.º Período"     | Takashi Kobayashi               | Takashi Kobayashi               | 27 de fevereiro de 2015 |
| Os estudantes da Turma 3-E preparam-se para uma visita de estudo a Kyoto, que também está a ser usada como uma arena para assassinar Koro-sensei. Os estudantes são divididos em grupos, no qual Nagisa, Kaede, Karma, Sugino, Manami e a ídolo da turma Yukiko Kanzaki concordam em formar um grupo. Na viagem de comboio para Kyoto, delinquentes roubam o itinerário de Yukiko onde estavam as atividades do grupo. No dia seguinte, o grupo visita todos os marcos para o assassinato, mas são emboscados pelos delinquentes, que raptam Kaede e Yukiko. Enquanto em cativeiro, Yukiko lamente a Kaede sobre os seus atos rebeldes devido a ter sido criada numa família estrita. Nagisa, Karma, Sugino e Manami conseguem utilizar o seu manual extenso escrito por Koro-sensei, que fornece um procedimento detalhado para situações de reféns, para deduzir onde Kaede e Yukiko estão, Koro-sensei chega para lidar com os delinquentes, enquanto Nagisa e os outros derrubam os delinquentes com os seus manuais. Depois do incidente, Yukiko é encorajada pelas palavras sábias de Koro-sensei, em que os que tiverem a vontade de avançar sairão fortes apesar da sua situação ou status.                                                                      |                  | |                                 |                                 |                         |
| 8 | 8                | "修学旅行の時間・2時間目" (Shūgakuryokō no Jikan: Ni-Jikan-me) "Altura da Viagem Escolar/2.º Período"       | Yusuke Kamada                   | Goichi Iwahata                  | 6 de março de 2015      |
| Enquanto os outros grupos acompanham Koro-sensei numa viagem por Kyoto, um sniper conhecido como Olho Vermelho tem a tarefa de o assassinar em vários pontos. No entanto, cada uma das suas tentativas de o alvejar falham por meios improváveis, e a sua missão é cancelada quando o grupo de Nagisa entra em apuros com os delinquentes. Mais tarde, Olho Vermelho é abordado por Koro-sensei, que lhe paga uma refeição, agradecendo-lhe por fazer da viagem uma experiência de aprendizagem valiosa para os seus estudantes devido aos esforços de assassinato. Olho Vermelho, entendendo a moral de Koro-sensei como um professor, decido desistir do seu trabalho para explorar o mudo. De volta ao hotel, tempo privado entre os rapazes e as raparigas torna-se numa busca por Koro-sensei quando ele escuta os seus mexericos. Koro-sensei esconde-se dos seus estudantes, dizendo a Karasuma que os estudantes queriam falar com ele sobre a sua vida amorosa passada. A viagem chega ao fim e o governo mundial prepara dois assassinos especiais para se transferirem para a Turma 3-E. |                  | |                                 |                                 |                         |
| 9 | 9                | "転校生の時間" (Tenkōsei no Jikan) "Altura de Transferência de Estudante"                                   | Kinome Yu                       | Noriaki Saito                   | 13 de março de 2015     |
| Os estudantes da Turma 3-E são recebidos pela primeira aluna transferida, uma inteligência artificial da Noruega conhecida como Artilharia Fixada de Inteligência Autónoma, que usa cálculos para avaliar a melhor maneira de alvejar Koro-sensei, conseguindo rebentar uma das pontas dos dedos com a sua segunda rajada de disparos. No entanto, os estudantes rapidamente ficaram fartos dos seus disparos constantes durante a aula, decidindo colar fita-cola nela para poderem estudar. Depois da aula, Koro-sensei faz algumas modificações à Artilharia Fixada de Inteligência Autónoma, dando-lhe uma personalidade mais humana. No dia seguinte, os estudantes gostaram mais dela e deram-lhe a alcunha "Ritsu". Nessa noite, os inventores de Ritsu ficaram irritados com as mudanças e decidiram remover todas as modificações. No entanto, Ritsu consegue esconder a sua nova personalidades deles antes de ser apagada, decidindo secretamente contrariar os seus inventores para puder manter a sua promessa de ajudar os seus colegas. |                  | |                                 |                                 |                         |
| 10 | 10               | " LRの時間" (Eru Āru no Jikan) "Tempo de L e R"                                                             | Itoga Shintaro                  | Kinji Yoshimoto                 | 20 de março de 2015     |
| Irina é surpreendida pelo antigo assassino russo Lovro Brovski, o seu antigo mestre, que a aconselha a desistir de tentar matar Koro-sensei. Em vez, Koro-sensei propõe uma duelo entre Irina e Lovro para ver quem é o primeiro a "matar" Karasuma com uma faca de borracha, oferecendo a Karasuma o seu próprio incentivo se nenhum deles ganhar. Apesar das dúvidas de Lovro depois de falhar em "matar" Karasuma, Irina consegue usar o que aprendeu com Koro-sensei para se aproximar, com Karasuma a aceitar a derrota e Lovro reconhecendo os seus esforços. Nagisa, Karma e Ritsu concordam em acompanhar Koro-sensei na velocidade de Mach 20 numa viagem ao Havaí para ver a estreia de um novo filme, recebendo uma palestra pelo caminho e aprendendo mais sobre o ponto de vista de Koro-sensei. Na sua viagem de volta, um homem num manto branco observa junto com um rapaz, o segundo aluno transferido que diz ser o irmão mais novo de Koro-sensei. |                  | |                                 |                                 |                         |
| 11 | 11               | "転校生の時間・2時間目" (Tenkōsei no Jikan: Ni-Jikan-me) "Altura de Transferência de Estudante/2.º Período" | Kinome Yu                       | Goichi Iwahata                  | 27 de março de 2015     |
| Os estudantes da Turma 3-E preparam-se para a chegada do seu segundo estudantes transferido, que alegadamente é mais poderoso do que Ritsu. O homem no manto branco chamado Shiro entra na sala de aula e apresenta o rapaz chamado Itona Horibe, que surpreende os outros alunos com a sua relação com Koro-sensei. Quando Itona enfrenta Koro-sensei mais tarde nesse dia, Koro-sensei fica assoberbado pelo facto que Itona tem tentáculos no seu cabelo. Enquanto Shiro usa o seu conhecimento das fraquezas de Koro-sensei para dar a Itona a vantagem, Koro-sensei contra-ataca com facas de borracha para empurrar Itona fora do ringue, ganhando assim o combate. Itona enlouquece depois de se ver como fraco, então Shiro deixa-o inconsciente e leva-o para fora da sala de aula. Os estudantes interrogam Koro-sensei sobre as suas verdadeiros origens, mas ele continua calado, dizendo que eles têm que continuar a sua missão para encontrarem as respostas que procuram. Os estudantes pedem a Karasuma para lhes ensinar mais técnicas, pois estão determinados a matar Koro-sensei antes de qualquer outra pessoa. |                  | |                                 |                                 |                         |
| 12 | 12               | "球技大会の時間" (Kyūgi Taikai no Jikan) "Altura do Torneio de Jogo de Bola"                                | Itoga Shintaro                  | Takehiko Matsumoto              | 10 de abril de 2015     |
| Enquanto o torneio de basebol ocorre, os estudantes masculinos da Turma 3-E são forçados a jogar um jogo de exibição contra os jogadores principais do clube de basebol. Apesar de saberem que as chances estão contra eles, particularmente quando confrontados pelo capitão do clube de basebol Kazutaka Shindō, Koro-sensei é levado a treinar os estudantes para o jogo. No dia do jogo, os estudantes da Turma 3-E usam uma estratégia de bunting para ocupar as bases, permitindo a Sugino ajudar a equipa a ter um avanço inicial. Não querendo deixar isto passar, Gakuhō passa a ser o treinador do clube de basebol para parar a estratégia de bunting, usando o poder de hipnose para tornar Shindō num guerreiro sanguinário. Com as bases agora ocupadas contra a Turma 3-E, Karma usa as suas provocações passadas que fez sobre algumas jogadas injustas para sua vantagem, colocando-se e ao presidente da turma Yūma Isogai muito perto de Shindō, que vai abaixo por tentar baloiçar o seu taco de basebol sem os magoar. Isto permite que os estudantes da Turma 3-E ganhem o jogo. Depois disto, Sugino expressa como queria exibir os amigos que fez na Turma 3-E, conseguindo voltar a ser amigo de Shindō.                                        |                  | |                                 |                                 |                         |
| 13 | 13               | "才能の時間" (Sainō no Jikan) "Altura do Talento"                                                           | Daisei Fukuoka                  | Noriaki Saito                   | 17 de abril de 2015     |
| Karasuma avalia o progresso dos estudantes durante o seu treino, mas ele momentaneamente sente uma aura temível, como a de um píton, vindo de Nagisa. Pouco depois, o colega de Karasuma, Akira Takaoka, é enviado para a Turma 3-E para ser o novo professor de educação física. Ele inicialmente usa uma personalidade alegre para atrair os estudantes, mas a sua verdadeira natureza é de um instrutor implacável e sadista. Quando Karasuma detém Takaoka de torturar mais os alunos, Karasuma é desafiado a escolher um dos seus alunos estrela para usar uma faca real num duelo contra Takaoka. Karasuma nomeia Nagisa, que usa as habilidades de assassinato que aprendeu de Karasuma. Nagisa é capaz de obter vantagem sobre Takaoka e vencer. Quando Takaoka está violentamente contra a derrota, Karasuma bate-lhe de volta. Gakuhō chega para despedir Takaoka, e Karasuma volta à sua posição de professor de educação física.8 |                  | |                                 |                                 |                         |
| 14 | 14               | "ビジョンの時間" (Bijon no Jikan) "Altura da Visão"                                                         | Akiyo Ohashi                    | Hiroshi Kugimiya                | 24 de abril de 2015     |
| Koro-sensei leva os estudantes da Turma 3-E para a sua própria piscina privada que ele fez, mas os estudantes são alertados quando os tentáculos de Koro-sensei incham quando embebidos em água. Enquanto isso, Terasaka fica irritado quando os seus amigos Takuya Muramatsu e Taisei Yoshida se dão com Koro-sensei. Terasaka concorda em colaborar com Shiro e Itona no seu plano de assassinato, tendo previamente colocado uma lata de "inseticida" na sala de aula para excretar o muco de Koro-sensei e secretamente adicionar um transmissor na piscina. Depois, Terasaka junta os outros estudantes na piscina, usando uma pistola conectada aos transmissor como um sinal para Shiro e Itona. Em vez disso, o transmissor explodiu e pôs os estudantes em risco, forçando Koro-sensei a encharcar os seus tentáculos para salvar os estudantes de serem levados pela onda. Koro-sensei é deixado à mercê de Itona, enquanto Sumire Hara está a segurar-se num ramo de uma árvore próxima. Seguindo o plano de Karma, Terasaka usa a sua camisola ainda afetada pelo "inseticida" para infetar Itona, permitindo a Koro-sensei resgatar Hara enquanto os outros estudantes salpicam Itona para o deter. Shiro e Itona são forçados a retirarem-se mais uma vez. |                  | |                                 |                                 |                         |
| 15 | 15               | "期末の時間" (Kimatsu no Jikan) "Altura do Fim-do-Termo"                                                    | Fumio Ito                       | Noriaki Saito                   | 1 de maio de 2015       |
| Com os exames finais a aproximarem-se, Koro-sensei oferece um incentivo, no qual cada estudante que tiver a melhor pontuação em geral na sua melhor matéria pode alvejar um dos seus tentáculos durante a próxima tentativa de assassinato. Enquanto isso, Shindō informa os estudantes da Turma 3-E sobre os Grande Cinco da Turma 3-A (Gakushū Asano, Teppei Araki, Ren Sakakibara, Natsuhiko Koyama e Tomoya Seo), que estão todos determinados a vencer a Turma 3-E. Quando Nagisa, Manami, Yukiko, Isogai e Rio Nakamura vão estudar para a biblioteca do campus principal, os Grande Cinco propõem um concurso, declarando que a turma que tiver mais lugares no top dos exames pode pedir qualquer coisa da equipa perdedora. Enquanto a Turma 3-A tem como objetivo fazer da Turma 3-E os seus servos, Koro-sensei propõe a sua própria sugestão do que a Turma 3-E deve pedir dos seus oponentes. Com ambas as turmas determinadas a ganhar, o palco para os exames finais está feito. |                  | |                                 |                                 |                         |
| 16 | 16               | "終業の時間・1学期" (Shūgyō no Jikan: Ichi-gakki) "As Aulas Acabaram/1.º Termo"                             | Takashi Kobayashi               | Takashi Kobayashi               | 8 de maio de 2015       |
| Os estudantes da Turma 3-E e os estudantes da Turma 3-A lutam para resolver os problemas do teste antes dos outros, com os estudantes da Turma 3-E a beneficiar dos métodos únicos de ensino de Koro-sensei. Quando os resultados são revelados, Nakamura teve melhor nota do que Tomoya a inglês; Isogai teve melhor nota que Gakushū a estudos sociais; e Manami teve melhor nota que Koyama a ciências. Koro-sensei evita Karma por ter perdido contra Gakushū pois estudou pouco e estava demasiado confiante. Terasaka, Yoshida, Muramatsu e Kirara Hazama ganham um tentáculo adicional cada um por terem notas no top de economia, dando um total de sete tentáculos no geral. Tendo ganho a aposta do concurso, os estudantes da Turma 3-E decidem usar a sua recompensa, umas férias de verão num resort numa ilha de Okinawa, como o palco da sua tentativa de assassinato. |                  | |                                 |                                 |                         |
| 17 | 17               | "島の時間" (Shima no Jikan) "Tempo de Ilha"                                                                 | Itoga Shintaro                  | Hiroshi Kugimiya                | 15 de maio de 2015      |
| Antes da sua viagem, o biólogo Hinano Kurahashi ajuda Nagisa, Sugino e Hiroto Maehara a caçar insetos, enquanto o pervertido Taiga Okajima lhes mostra a sua armadilha para apanhar Koro-sensei usando um monte de revistas porno. No entanto, Kurahashi fica fascinado quando Koro-sensei vê um besouro que vale muitos ienes. Mais tarde, Lovro é chamado para ajudar a treinar os estudantes para o seu assassinato na ilha, tendo interesse nos dois melhores atiradores da turma, Ryūnosuke Chiba e Rinka Hayami. Depois de contar a Nagisa sobre o assassino mais famoso do mundo conhecido apenas como O Ceifador, Lovro decide ensinar Nagisa uma técnica infalível de assassinato. Os estudantes da Turma 3-E logo chegam ao resort na ilha, fazendo todas as preparações necessários para o assassinato. Depois do jantar, durante o qual Koro-sensei inadvertidamente usa a sua técnica de descamação de emergência para se livrar do escaldão, a turma começa a sua tentativa de assassinato na capela no mar. |                  | |                                 |                                 |                         |
| 18 | 18               | "決行の時間" (Kekkō no Jikan) "Tempo de Ação"                                                               | Daisei Fukuoka                  | Yoshito Nishoji, Daisei Fukuoka | 22 de maio de 2015      |
| Koro-sensei é obrigado a observar um filme de uma hora editado e narrado por Kōki Mimura expondo todos os hábitos embaraçosos de Koro-sensei, usando-o como uma distração da capela estar lentamente a ser enchida com água e inchar os seus tentáculos. Uma vez que os estudantes da Turma 3-E alvejam sete tentáculos, eles rodeiam e bloqueiam Koro-sensei com uma jaula hidráulica, permitindo a Chiba e Hayami o alvejarem. No entanto, Koro-sensei ativa a sua última defesa, prendendo-se numa esfera de cristal indestrutível, que dura um dia apesar dos seus movimentos limitados. Enquanto os estudantes lamentam a sua tentativa de assassinato falhada, muitos deles repentinamente e severamente ficam doentes. Isto é revelado ser o trabalho de terceiros misteriosos que colocaram um suposto vírus mortal nas suas bebidas, exigindo que os restantes alunos e professores lhe tragam o imobilizado Koro-sensei em troca do antídoto. Decidindo conta a troca, Koro-sensei e Ritsu arranjam um plano para se infiltrarem no hotel de alta-segurança e obter o antídoto. |                  | |                                 |                                 |                         |
| 19 | 19               | "伏魔の時間" (Fukuma no Jikan) "Tempo de Pandemónio"                                                        | Yusuke Kamada                   | Yusuke Kamada                   | 29 de maio de 2015      |
| Manami e Kōtarō Takebayashi ficam atrás para cuidas dos alunos envenenados. Uma equipa de quinze estudantes saudáveis junto com Karasuma, Irina e Koro-sensei escalam uma encosta montanhosa para entrar no hotel sem serem detetados. Com a área do lobby do primeiro andar fortemente monitorizada por guarda-costas, Irina usa a arte da sedução e as suas capacidades de tocar piano para distrair os guarda-costas, para que os outros possam chegar ao próximo andar. No hall central no terceiro andar, o grupo encontra-se com o seu primeiro oponente chamado Smog, que é responsável por servir as bebidas envenenadas com o vírus aos alunos. Smog bate em Karasuma com um recipiente de gás paralisante, mas Karasuma ainda arranja força para derrubar Smog. Na passarela cênica do quinto andar, o grupo encontra o seu próximo oponente chamado Grip. Não intimidado quando Grip facilmente quebra uma janela de vidro com o punho, Karma compensa pelo seu falhanço nos exames finais e chega-se à frente para lutar contra Grip. |                  | |                                 |                                 |                         |
| 20 | 20               | "カルマの時間・2時間目" (Karuma no Jikan: Ni-Jikan-me) "Tempo de Karma/ 2.º Período"                        | Akyio Ohashi                    | Shinichi Masaki                 | 5 de junho de 2015      |
| Depois de Karma se esquivar de Grip com os seus punhos, Grip bate em Karma com um recipiente de gás paralisante. No entanto, Karma consegue tapar a sua boca com um lenço a tempo e bate em Grip com outro recipiente de gás paralisante, permitindo aos alunos amarrar Grip com fita-cola e continuar a andar com a sua missão. Para poder abrir a porta de trás das escadas e chegar ao próximo andar sem serem detetados, Meg Kataoka tem as estudantes vestir Nagisa como uma rapariga, e eles vão todos para o salão no sexto andar. Um homem rico chamado Yūji Norita vê Nagisa e tenta impressionar-lo comprando-lhe uma bebida. No entanto, quando as raparigas chamam Nagisa para ele se vir embora com elas, Yūji tenta pará-las dançando. Yūji acaba por acidentalmente derramar uma bebida num convidado, fazendo com que Hinata Okano derrubasse o convidado com um pontapé alto antes de arranjarem problemas. Os estudantes vão até ao andar VIP, onde Terasaka derruba dois guarda-costas usando armas de choque, obtendo duas pistolas que foram dadas a Chiba e Hayami. Chegando ao palco de um teatro, os estudantes enfrentam o seu próximo oponente chamado Gastro.                                                                                 |                  | |                                 |                                 |                         |
| 21 | 21               | "鷹岡の時間" (Takaoka no Jikan) "Tempo XX"                                                                  | Wada Heisaku                    | Wada Heisaku                    | 12 de junho de 2015     |
| Gastro, que tem um sentido apurado para localizar os disparos do inimigo, liga todas as luzes do palco, no qual os estudantes são forçados a esconder-se atrás dos assentos do teatro. Koro-sensei instrui os estudantes usando alcunhas variadas para confundir Gastro sobre os movimentos dos estudantes, dando a Chiba e Hayami o encorajamento para ultrapassarem a tentativa falhadas de assassinato e ganhar vantagem sobre ele. Koro-sensei deduz que o cabecilha não é um assassino, enquanto Nagisa aprende que Terasaka secretamente foi infetado pelo vírus este tempo todo. Os estudantes finalmente chegam ao andar final e descobrem que o cabecilha é Takaoka. Ele tira o antídoto escondido de uma mala e traz o grupo até ao telhado. Querendo vingança por ter sido humilhado durante a passada luta de facas, Takaoka chama Nagisa para o heliporto para uma desforra. Takaoka exige que Nagisa se ajoelhe perante ele e peça desculpa por fazer um truque barato durante o encontro. Embora Nagisa o faça, Takaoka detona o antídoto à frente de toda a turma. Isto faz com que Nagisa pegue numa faca em preparação para matar Takaoka. |                  | |                                 |                                 |                         |
| 22 | 22               | "渚の時間" (Nagisa no Jikan) "Tempo de Nagisa"                                                              | Yoshito Nishojo, Itoga Shintaro | Yoshito Nishoji, Daisei Fukuoka | 19 de junho de 2015     |
| Antes de Nagisa se deixar levar pela sua raiva, Terasaka atira-lhe uma arma de choque, pedindo-lhe para não se tornar num assassino e pensar no que realmente importa. Apesar de estar fortemente espancado, Nagisa usa o que aprendeu de Lovro para realizar a sua técnica secreta. Nagisa larga a faca e surpreende Takaoka com um aplauso repentino, antes de usar a arma de choque para o trazer aos seus joelhos. Então, Nagisa dá um choque a Takaoka até ficar inconsciente depois de o deixar com um sorriso aterrador. Smog, Grip e Gastro chegam repentinamente e revelam que o vírus que criaram não é mais do que intoxicação alimentar temporária, pois não concordaram com os métodos duros de Takaoka. No dia seguinte, os estudantes envenenados recuperam dos seus sintomas e Koro-sensei emerge do seu estado cristalizado. Os estudantes aproveitam o resto das suas férias antes de voltar à escola para o segundo período da sua sala de aula de assassinato. |                  | |                                 |                                 |                         |